# Shadows House
Shadows House (シャドーハウス?) es una serie de manga escrita e ilustrada por el dúo Soumatou, que comenzó a serializarse el 6 de septiembre de 2018 en la revista Young Jump de Shūeisha. A diferencia del manga en general, Shadows House es totalmente dibujado a color (al igual que la anterior obra de los dos autores). Actualmente se han recompilado 20 volúmenes. 
Cuenta con una adaptación a anime de 13 capítulos realizada por el estudio CloverWorks. Una segunda temporada se emitió desde julio a septiembre en 2022.

## Argumento
En la "Casa de las Sombras", vive una chica llamada Emilico, la cual es una "Muñeca viviente", una muñeca creada con todos los detalles, ideales, semejanzas y estructura de un ser humano, la cual hace que pueda vivir como una humana. Sin embargo, Emilico fue construida como la sirviente personal de Kate Shadows, una chica perteneciente a la peculiar familia que vive en la casa, la Familia Shadows, una familia de seres sobrenaturales que tienen semejanza humana, pero que sus cuerpos son color negro puro y que además tienen peculiaridades sobrenaturales. Cada integrante de la familia Shadow tiene una "Muñeca viviente", que es construida a imagen y semejanza de su Amo, solo que tienen apariencia humana, en vez de tener esas peculiaridades sobrehumanas en sus cuerpos que tanto caracteriza a la Familia Shadows. La historia cuenta como Emilico trata de llevarse mejor con su Ama Kate.

## Personajes

### Principales (Humanos)
Emilico (エミリコ Emiriko?)
 Seiyū: Yū Sasahara, Diana Castañeda (español latino)
Emilico es una "Muñeca Viviente", una chica construida con todos los detalles y características de un ser humano para que pueda vivir. Emilico es una chica alegre, entusiasta, y un poco torpe, algo distinta a su ama, Kate Shadow, de la cual, ella es sirviente. Emilico siempre está dispuesta a ayudar a Kate y llevarse mejor con ella.
Shaun (ショーン Shōn?)
 Seiyū: Kōdai Sakai, Eduardo Aranda (español latino)
Un niño inteligente y firme que es el muñeco viviente de John. Aunque inicialmente estuvo bajo los efectos del café para lavarle el cerebro, una pelea a puñetazos con John lo devuelve a sus sentidos. Se convierte en el compañero más cercano de Emilico y Kate junto con su maestro mientras se rebelan contra la Casa de las Sombras. Su nombre original es John, y solía ser el mayor de tres hermanos y el primero de su clase en Mirrorside Village.
Lou (ルウ Rū?)
 Seiyū: Ayane Sakura, Rose Mendoza (español latino)
Una chica tranquila, obediente y sumamente hermosa que es la Muñeca Viviente de Louise. Aunque se la presenta como apática la mayor parte del tiempo, Lou es muy decidida y resuelta cuando se propone algo. Su nombre original es Louise.
Ricky (リッキー Rikkī?)
 Seiyū: Reiji Kawashima, Rubén Quezada (español latino)
El muñeco viviente de Patrick, que al principio es retratado como tan arrogante y orgulloso como su maestro, pero a medida que se acerca al resto de la clase de debutantes, muestra una personalidad más sensible y amable. Más tarde se enamora de Lou. Su nombre original es Patricio.
Rum (ラム Ramu?)
 Seiyū: Shino Shimoji, Itzel Jaramillo (español latino)
Una Living Doll tímida y reservada que rara vez conversa con nadie, ni siquiera con su maestra Shirley. Después de fracasar en el debut, Rum aparentemente es destruido como una herramienta defectuosa, y luego se especuló que se había convertido en un Sin Rostro. Se revela que ha conservado su sentido de sí misma gracias a Shirley y se convierte en una persona enterada de la rebelión de Kate. Su nombre original es Shirley.
Mia (ミア?)
 Seiyū: Saori Ōnishi, Camila Vázquez (español latino)
Una chica atrevida y juguetona que es la Muñeca Viviente de Sarah. Ella es la segunda al mando del Equipo de Limpieza 10 debajo de Rosemary, y una figura mentora de Emilico a la llegada de este último a Shadows House. Cuando Emilico se convierte en el líder del escuadrón en lugar de ella, Mia muestra indicios de celos.
Rosemary (ローズマリー Rōzumarī?)
 Seiyū: Mai Nakahara, Gabriela Pérez (español latino)
Una niña amable y fraternal que es la muñeca viviente de Maryrose. Ella es la exlíder del Equipo de Limpieza 10 y una figura mentora de Lou y Emilico cuando llegaron a Shadows House. Al negarse a ir al ala de adultos, se suicida con su maestro.
Barbie (バービー Bābī?)
 Seiyū: Rie Kugimiya, Denisse Leguizamo (español latino)
Una niña violenta, brusca y de mal carácter que es la Muñeca Viviente de Bárbara. Debido a que su maestra es la jefa de los Portadores de las Estrellas y la mayor productora de hollín de la Casa de las Sombras, ella también es la jefa de todos los Escuadrones de Limpieza. Antes de debutar, Barbie solía ser una niña alegre e inocente que era la mejor amiga de Rosemary. Sin embargo, la partida de Anthony y la negativa de Rosemary a revelarle nada hicieron que se volviera fría y dura.
Anthony (アンソニー Ansonī?)
 Seiyū: Kensho Ono, Axl Rodríguez (español latino)
Belle (ベル Berū?)
 Seiyū: Rumi Okubo, Nadia Lujambio (español latino)
Belle es el nombre compartido por un par de gemelas que son las Living Dolls de Isabelle y Mirabelle. Indiferentes y arrogantes, solían estar en el equipo de limpieza de Rum e intimidaban a otras Living Dolls, pero luego fueron trasladados a Emilico's después de la partida de Rum. Después de romper accidentalmente las botellas de café que estaban destinadas a lavar el cerebro de los niños, son castigados por limpiar la habitación de hollín llena de residuos. El efecto de los adhesivos y los vómitos cíclicos eventualmente causan que una de las gemelas Bella muera, dejando solo una gemela para actuar como muñeca para dos amos. Afligida por la pérdida de su hermana, Belle finalmente se acerca más a Emilico y su amabilidad.

### Shadows
Kate Mirror (ケイト・ミラー Keito Miraā?)
 Seiyū: Akari Kitō, Estephania Estrada (español latino)
Kate es una miembro perteneciente a la Familia Shadow, una familia de seres sobrenaturales con figura humana pero que sus cuerpos son color negro puro, tanto que no se ven sus ojos, boca y gestos. Kate es una chica seria y que tiene una visión realista de la vida. Le gusta leer, y pese a que tiene una relación decente con Emilico, se preocupa por ella, lo que demuestra que realmente le tiene cariño, pese a su trato no tan cercano. Cuando Kate está frustrada, enfadada, triste, ansiosa, o solamente está sintiendo cualquier sentimiento negativo, una especie de Hollín se desprende de su cuerpo, ensuciando el techo, o todo lo que toca de por sí.
John (ジョン Jon?)
 Seiyū: Kōdai Sakai, Emiliano Montaño (español latino)
La sombra de Shaun. A diferencia de Shaun, John es honesto y de espíritu libre, y prefiere sumergirse de cabeza en un problema sin pensarlo previamente. Se enamora de Kate a primera vista y procede a proponerle matrimonio. Al igual que Kate y Emilico, él y Shaun se llevan muy bien y se preocupan mucho el uno por el otro. Su habilidad de hollín es recolectar una gran cantidad de hollín en su puño y lanzarlo. Es capaz de destruir objetos tan resistentes como una roca gigante a corta distancia, pero su habilidad se debilita progresivamente a medida que avanza.
Louise (ルイーズ Ruīzu?)
 Seiyū: Ayane Sakura, Monserrat Pérez (español latino)
La sombra de Lou. Tiene una personalidad abierta, tonta y narcisista, lo que hace que le guste mucho Lou por su rostro. Aunque egoísta e inicialmente aparentemente indiferente hacia Lou, comienza a apreciar las cualidades humanas de Lou y a preocuparse por su bienestar. Su habilidad con el hollín le permite controlar a otros si se consume su hollín.
Patrick (パトリック Patorikku?)
 Seiyū: Reiji Kawashima, Iván Fernández (español latino)
La sombra de Ricky. Al igual que su Living Doll, es orgulloso, arrogante y siempre intenta crear un aire de nobleza a su alrededor, aunque secretamente gentil y sensible. Algo inusual para una Sombra, Patrick depende en gran medida de Ricky para tomar decisiones y cómo presentarse. Debido a sus débiles poderes de hollín en comparación con el resto de la clase debutante, se vuelve muy inseguro de sí mismo. Se enamora de Emilico por su amabilidad durante el debut.
Shirley (シャーリー Shārī?)
 Seiyū: Shino Shimoji
La sombra del Rum. Silenciosa y aparentemente carente de personalidad, Shirley no pudo imitar completamente a Rum debido a que era introvertida. Ella es la única que falla en el debut y aparentemente muere, pero en realidad vuelve a su forma transformada. Como transformación, ha podido escabullirse por la casa y recopilar información sobre la verdad sobre las Sombras. Su capacidad de hollín es cambiar de forma a objetos y seres de su tamaño. Cuando ella se transforma en una cinta y se envuelve alrededor del dedo de Rum, pueden comunicarse a través de pensamientos.
Sarah (サラ Sara?)
 Seiyū: Saori Ōnishi, Dayana Santiaguillo (español latino)
La sombra de Mía. Sarah es cruel, egoísta y solo le preocupa ascender en las filas de la casa. En secreto, abusa físicamente de Mia para motivarla a mejorar por su bien. A lo largo de la historia, Sarah siempre ha menospreciado a Kate, pero esto se convierte en odio total después de que Kate se convierte en líder del grupo y luego se convierte en espía de Edward.
Maryrose (マリーローズ Marīrōzu?)
 Seiyū: Mai Nakahara, Ana Karen Hernández (español latino)
La sombra de Romero. Inicialmente presentada como una persona afectuosa con sus jóvenes, se revela que fue la autora de los dos incidentes de fantasmas que ocurrieron desde la llegada de Emilico. Como transformación especial, puede recordar su época como transformación y conoce la verdad sobre la casa, llevando a cabo los incidentes para atraer a personas con ideas afines para escapar juntas y posponer su avance al ala de adultos. Al final, Kate la atrapó y la entregó a los Portadores de las Estrellas. Después de una breve pelea con Edward y perder, ella y Rosemary aparentemente se suicidan y saltan de un puente.
Barbara (バーバラ Bābara?)
 Seiyū: Rie Kugimiya, María José Moreno (español latino, temporada 1) y Krishna Tapia (español latino, temporada 3)
La sombra de Barbie. Como líder de los Portadores de las Estrellas, ella es, en esencia, la jefa de la casa de los niños. Es capaz de producir una enorme cantidad de hollín y se la considera un activo invaluable. Sin embargo, como sólo los niños pueden producir hollín para la casa, su avance hacia la casa de los adultos se retrasa constantemente.
Isabelle (イザベル Izaberū?) y Mirabelle (ミラベル Mīraberū?)
 Seiyū: Rumi Okubo
Las sombras de las gemelas Bella. Al igual que sus Living Dolls, son egoístas y groseros y disfrutan intimidando a los Living Dolls de otras Sombras, normalmente usando su poder de hollín que les da la capacidad de controlar los movimientos de cualquier humano. Con la muerte de una de sus muñecas, los gemelos ahora comparten la misma Doll. Con el tiempo llegan a confiar y agradar a Kate.
Christopher (クリストファー Kurisutofā?)
 Seiyū: Kensho Ono

### Adultos
Edward (エドワード Edowādo?)
 Seiyū: Wataru Hatano, Benjamín Flores (español latino)
El nuevo cuidador del ala infantil y miembro del segundo piso. Fue presentado por primera vez como el juez de Kate y el debut de su clase. Cauteloso y muy desconfiado, cree que Kate es una disidente que intenta destruir la casa. Su objetivo es avanzar al tercer piso para poder estar más cerca del bisabuelo. Su habilidad con el hollín es manipular el sonido y hacer vibrar el aire usando hollín.
Aileen (アイリーン Airiin?)
 Seiyū: Yui Horie
Un miembro del segundo piso. Ella y Gerald cooperan con Edward para preparar al debutante y avanzar al tercer piso. Su habilidad con el hollín es crear cuervos a partir de hollín que pueden usarse para entregar mensajes.
Gerald (ジェラルド Jerarudo?)
 Seiyū: Takeo Ōtsuka, Héctor Mena (español latino)
Un miembro del segundo piso. Él y Aileen cooperan con Edward para preparar al debutante y avanzar al tercer piso.
Ryan (ライアン Raian?)
 Seiyū: Daisuke Kishio, Elliot Leguizamo (español latino)
Un miembro del tercer piso y un hombre violento y de mal genio. Fue presentado por primera vez como uno de los observadores del debutante.
Dorothy (ドロシー Doroshī?)
 Seiyū: Yoko Hikasa, Lupita Macedo (español latino)
Un miembro del tercer piso y mujer voluptuosa y despiadada. Fue presentada por primera vez como una de las observadoras del debutante.
Joseph (ジョゼフ Jozefu?)
 Seiyū: Kenta Miyake, Bismarck Martínez (español latino)
Un miembro del tercer piso al que siempre se le ve con un monóculo y una pipa. Fue presentado por primera vez como uno de los observadores del debutante.
Sophie (ソフィ Sofi?)
 Seiyū: Yumiri Hanamori, Azucena Martínez (español latino)
Un miembro del tercer piso que suele ser tranquilo y apático, pero que muestra un hambre maníaca cuando se enfrenta al hollín. Fue presentada por primera vez como una de las observadoras del debutante. Su habilidad para hollín probablemente tenga algo que ver con las mariposas.

## Contenido de la obra

### Lista de volúmenes[13]
| Núm. | Fecha de publicación     | ISBN                   | Fecha de publicación | ISBN                   |
| ---- | ------------------------ | ---------------------- | -------------------- | ---------------------- |
| 1    | 18 de abril de 2018      | ISBN 978-4-08-891184-7 | Junio de 2020        | ISBN 978-84-18222-14-6 |
| 2    | 17 de mayo de 2019       | ISBN 978-4-08-891266-0 | Agosto de 2020       | ISBN 978-84-18222-30-6 |
| 3    | 19 de septiembre de 2019 | ISBN 978-4-08-891363-6 | Noviembre de 2020    | ISBN 978-84-18222-61-0 |
| 4    | 19 de febrero de 2020    | ISBN 978-4-08-891461-9 | Enero de 2021        | ISBN 978-84-18222-72-6 |
| 5    | 18 de junio de 2020      | ISBN 978-4-08-891545-6 | Marzo de 2021        | ISBN 978-84-18222-93-1 |
| 6    | 16 de octubre de 2020    | ISBN 978-4-08-891713-9 | Junio de 2021        | ISBN 978-84-18788-25-3 |
| 7    | 18 de marzo de 2021      | ISBN 978-4-08-891819-8 | Agosto de 2021       | ISBN 978-84-18788-44-4 |
| 8    | 18 de junio de 2021      | ISBN 978-4-08-892008-5 | Mayo de 2022         | ISBN 978-84-19195-39-5 |
| 9    | 19 de noviembre de 2021  | ISBN 978-4-08-892139-6 | Julio de 2022        | ISBN 978-84-19195-66-1 |
| 10   | 18 de marzo de 2022      | ISBN 978-4-08-892246-1 | Septiembre de 2022   | ISBN 978-84-19195-90-6 |
| 11   | 17 de junio de 2022      | ISBN 978-4-08-892337-6 | Diciembre de 2022    | ISBN 978-84-19536-31-0 |
| 12   | 19 de octubre de 2022    | ISBN 978-4-08-892462-5 | Marzo de 2023        | ISBN 978-84-19536-57-0 |
| 13   | 17 de febrero de 2023    | ISBN 978-4-08-892601-8 | Octubre de 2023      | ISBN 978-84-19914-55-2 |
| 14   | 19 de julio de 2023      | ISBN 978-4-08-892771-8 | Abril de 2024        | ISBN 978-84-10223-19-6 |
| 15   | 19 de octubre de 2023    | ISBN 978-4-08-892865-4 | Agosto de 2024       | ISBN 978-84-10223-81-3 |
| 16   | 19 de febrero de 2024    | ISBN 978-4-08-893113-5 | Octubre de 2024      | ISBN 978-84-10223-98-1 |
| 17   | 17 de mayo de 2024       | ISBN 978-4-08-893259-0 | Abril de 2025        | ISBN 979-13-87506-90-2 |
| 18   | 19 de septiembre de 2024 | ISBN 978-4-08-893377-1 |                      |                        |
| 19   | 17 de enero de 2025      | ISBN 978-4-08-893479-2 |                      |                        |
| 20   | 17 de julio de 2025      | ISBN 978-4-08-893617-8 |                      |                        |

### Anime
En octubre de 2020, se anunció una adaptación de la serie de televisión de anime en el sexto volumen del manga. La serie está animada por CloverWorks y dirigida por Kazuki Ōhashi, con guiones escritos por Toshiya Ōno, diseños de personajes de Chizuko Kusakabe y música compuesta por Kenichirō Suehiro. Se emitió del 11 de abril al 4 de julio de 2021 en Tokyo MX y otros canales. El tema final, "Nai Nai", es interpretado por ReoNa. Funimation obtuvo la licencia de la serie fuera de Asia. Tras la adquisición de Crunchyroll por parte de Sony, la serie se trasladó a Crunchyroll obteniendo la licencia de la serie fuera de Asia. En el sudeste asiático, la serie tiene licencia de Muse Communication y se transmite en Bilibili. Posteriormente, la compañía otorgó la licencia del anime a Animax Asia para transmisiones de televisión en la región.
El 11 de septiembre de 2021, se anunció durante una transmisión en vivo que se dio luz verde a una segunda temporada. El elenco principal y el personal están retomando sus papeles. Se estrenará en julio de 2022.
El 1 de diciembre de 2021, Funimation anunció que la serie recibió un doblaje en español latino de la primera temporada, que se estrenó el 2 de diciembre. Debido a la fusión con Sony, el 22 de junio de 2022, Crunchyroll anunció que la serie recibió un doblaje en español latino de la segunda temporada, que se estrenó el 29 de julio.